# Электроэнергетическая система
Электроэнергетическая система (ЭЭС) — совокупность объектов электроэнергетики и энергопринимающих установок потребителей электрической энергии, связанных общим режимом работы в едином технологическом процессе производства, передачи и потребления электрической энергии в условиях централизованного оперативно-диспетчерского управления в электроэнергетике.
Электроэнергетическая система включает в себя электростанции, а также установки, потребляющие электроэнергию, электрические линии, связывающие их с электростанциями, электрические распределительные устройства с повышающими и понижающими трансформаторами. Дальний транспорт электроэнергии на расстояния до тысячи километров осуществляется по линиям электропередачи (ЛЭП) высокого напряжения (100…750 кВ), ближний транспорт — по линиям электропередачи меньшего напряжения (до 100 кВ).

## История
Первое известное объединение двух электростанций трёхфазного тока было осуществлено в 1892 году в Швейцарии: две небольшие электростанции, номинальной мощностью 120 и 360 кВт, были соединены двухкилометровой линией 5 кВ и питали завод по линии передачи протяжённостью 24 км при напряжении 13 кВ.